# Laemostenus terricola
Laemostenus terricola é uma espécie de insetos coleópteros pertencente à família Carabidae.
A autoridade científica da espécie é Herbst, tendo sido descrita no ano de 1784.
Trata-se de uma espécie presente no território português.